# Аеродром Варшава-Радом
Аеродром Варшава-Радом „Радомских јунака јуна 1976.” (пољ. Port Lotniczy Warszawa-Radom im. Bohaterów Radomskiego Czerwca 1976 roku) је међународни аеродром пољског града Радома у средишњем делу државе. Он је смештен свега 3 km северно од града. Међутим, аеродром је такође удаљен 100 km јужно од Варшаве, па се промовише као алтернатива аеродромима престонице - Варшави-Шопену и Варшави-Модлину. 
Као релативно нови, вазудшна лука у Радому је још увек мала по промету путника у Пољској - 2023. године кроз њега је прошло свега 100 хиљада путника. 
Аеродром је авио-чвориште за „ЛОТ”, пољског националног авио-превозника. 